# Alice Ogebe
Alice Oya Ogebe (30 marzo 1995) è una calciatrice nigeriana, attaccante del Rivers Angels e della nazionale femminile della Nigeria.

## Carriera

### Nazionale
Nel 2019 Ogebe ha la sua prima convocazione nella nazionale maggiore, inserita in rosa con la squadra che disputa l'edizione di quell'anno del Four Nations Tournament dal Commissario tecnico Thomas Dennerby e dove fa il suo debutto con la maglia delle Super Falcons il 17 gennaio 2019, nell'incontro perso per 3-0 con la Cina
Dennerby continua a concederle fiducia chiamandola anche per l'edizione 2019 della Cyprus Cup, dove viene impiegata in tutti i quattro incontri giocati dalla sua nazionale, con la Nigeria che raggiunge, battendo per 3-0 la Thailandia nella finalina, un modesto settimo posto.
Dopo un'ulteriore amichevole, l'8 aprile, dove gioca pochi minuti nell'incontro perso 2-1 con il Canada, Dennerby decide di inserirla nella lista delle 23 calciatrici convocate fornita alla FIFA per il Mondiale di Francia 2019. Durante il torneo scende in campo in una sola occasione, giocando gli ultimi sei minuti nell'incontro perso 3-0 con la Germania agli ottavi di finale, partita che determina l'eliminazione della Nigeria dal torneo.